# Gmina związkowa Bad Marienberg (Westerwald)
Gmina związkowa Bad Marienberg (Westerwald) (niem. Verbandsgemeinde Bad Marienberg (Westerwald)) – gmina związkowa w Niemczech, w kraju związkowym Nadrenia-Palatynat, w powiecie Westerwald. Siedziba gminy związkowej znajduje się w mieście Bad Marienberg (Westerwald).

## Podział administracyjny
Gmina związkowa zrzesza 18 gmin, w tym jedną gminę miejską (Stadt) oraz 17 gmin wiejskich:
1. Bad Marienberg (Westerwald)
2. Bölsberg
3. Dreisbach
4. Fehl-Ritzhausen
5. Großseifen
6. Hahn bei Marienberg
7. Hardt
8. Hof
9. Kirburg
10. Langenbach bei Kirburg
11. Lautzenbrücken
12. Mörlen
13. Neunkhausen
14. Nisterau
15. Nistertal
16. Norken
17. Stockhausen-Illfurth
18. Unnau